# Altemps

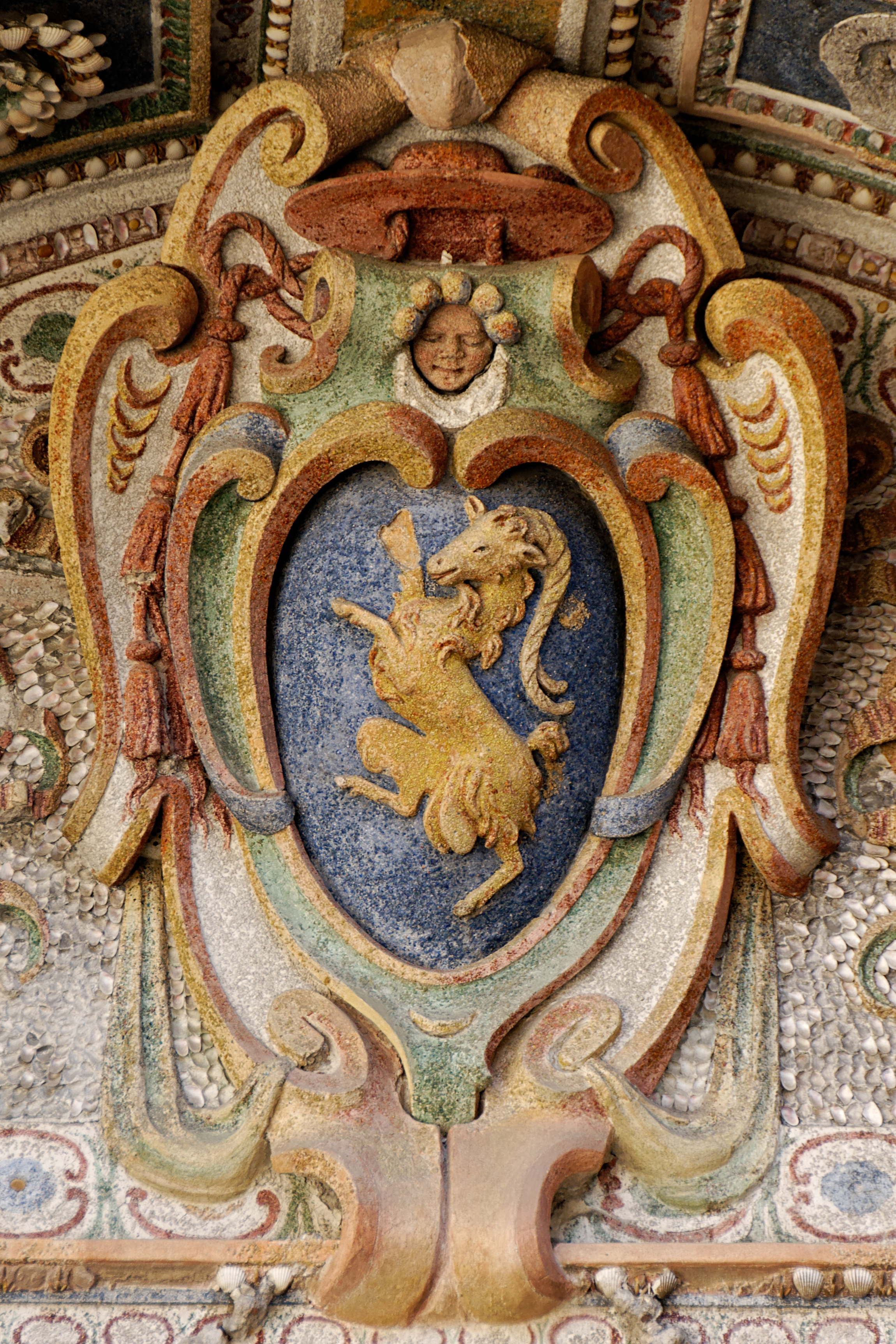
Stemma cardinalizio di Casa Altemps presente sulla fontana di Palazzo Altemps, Roma

Gli Altemps (inizialmente Alta Emps o Alta Ems) furono una famiglia nobiliare italiana, derivante da un ramo distaccatosi dalla principale casata austriaca dei Von Ems zu Hohenems, originari dell'odierna cittadina di Hohenems, nell'Austria occidentale (Vorarlberg).

## Storia

### Origini

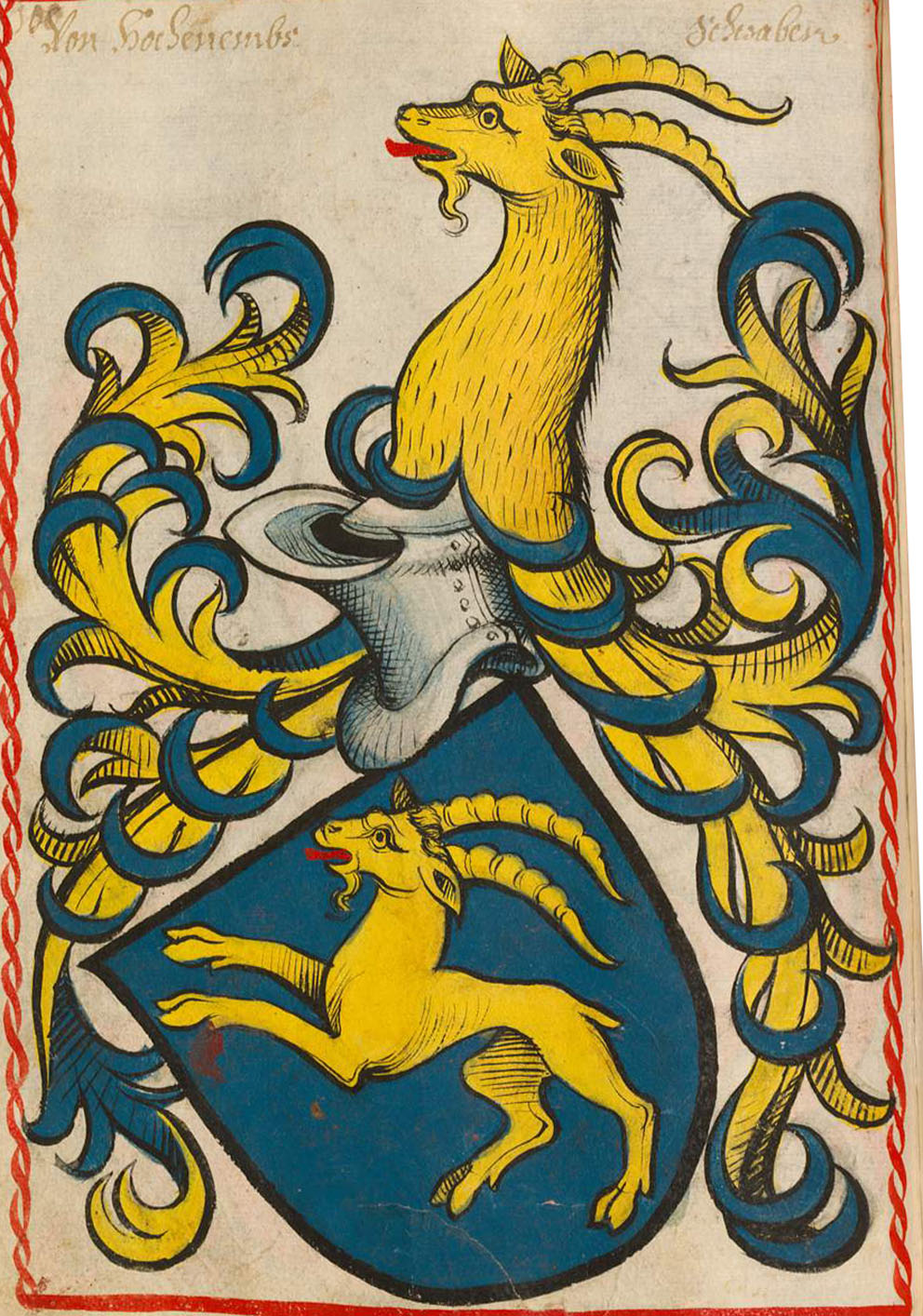
Stemma araldico dei Signori di Ems, realizzato tra il 1450 e il 1480.

La storia della famiglia Altemps fonda le sue radici su quella della casata austriaca dei Signori di Ems.
Il capostipite della casata principale è considerato un certo Marquardo: costui e la sua famiglia erano feudatari di un borgo di nome Ems o Emps, situato ai piedi di un monte, non molto distante dal Reno e dal Lago di Costanza. Tale borgo era sormontato da un castello, che, per essere distinto dal borgo stesso sottostante, venne chiamato Hohenembs o Hohenems, dove "hohen" sta per "alto"; da quest'ultima denominazione derivò il cognome di questa dinastia.
In linea diretta maschile da Marquardo discese Wolf Dietrich von Ems zu Hohenems (in italiano: Volfango), che fu un generale al servizio dell'imperatore Carlo V d'Asburgo durante le Guerre d'Italia del XVI secolo contro i Francesi e che, per tali servigi, venne creato "conte" dall'Imperatore stesso. Volfango nel 1529 sposò Chiara Medici, sorella del condottiero Gian Giacomo Medici e di Giovanni Angelo Medici; quest'ultimo sarà eletto papa nel 1559 col nome di Pio IV. Dal loro matrimonio nacquero vari figli e tra di essi si ricordano principalmente:
- Jacob Hannibal I von Hohenems (Jacopo Annibale, 1530–1587), un condottiero sposato con Ortensia Borromeo, sorellastra di San Carlo Borromeo;
- Mark Sittich von Hohenems (Marco Sittico, 1533–1595), italianizzato in Marco Sittico Altemps, cardinale e vero fondatore della casata italiana degli Altemps;

### Altemps di Roma
La famiglia, con Mark Sittich von Hohenems, si stabilì definitivamente a Roma al servizio della corte pontificia, al cui soglio vi era lo zio Pio IV. Creato cardinale nel 1561, assunse il cognome italianizzato di Alta Emps (o Alta Ems, dalla traduzione letterale di Hohenems), poi divenuto Altemps. Attraverso i molti e svariati incarichi al servizio della Chiesa e dello Stato Pontificio, il potere di Marco Sittico accrebbe notevolmente. Fu, inoltre, anche colui a cui si deve l'acquisto del celebre Palazzo Altemps di Roma e a cui si deve la costruzione della futura Villa Mondragone di Frascati. Per suo volere venne realizzata anche la magnifica Cappella della Clemenza nella Basilica di Santa Maria in Trastevere.
Nella sua vita, Marco Sittico ebbe anche due figli illegittimi: Altea, monaca, e Roberto. E proprio tramite suo figlio Roberto (1566–1586), sebbene morto a soli 20 anni, la dinastia italiana degli Altemps poté davvero prosperare e insediarsi nel panorama nobiliare della Penisola. Infatti, Roberto ottenne i feudi e i titoli di Marchese di Gallese, di Soriano e delle Rocchette, per poi venir creato primo Duca di Gallese.
L'eredità di famiglia continuò tramite Giovanni Angelo Altemps, figlio di Roberto, in linea diretta maschile fino al 1837, anno in cui la famiglia si estinse. Infatti, Giuseppe Maria Altemps, VIII duca di Gallese e morto quell'anno senza figli maschi, fu l'ultimo esponente della linea principale degli Altemps di Roma. Ma, l'eredità venne trasmessa al cugino di Giuseppe Maria, Marco Aniceto, del ramo cadetto degli Altemps trapiantatosi a Fermo.

### Altemps di Fermo
Da Roberto Aniceto Altemps (1687–1742), V duca di Gallese (che tra l'altro fu anche colui che vendette il Marchesato di Soriano alla famiglia Albani) nacquero molti figli, tra cui si ricordano principalmente: Giuseppe Maria, primogenito ed erede, e Serafino.
Quest'ultimo, in particolare, si trasferì stabilmente a Fermo e qui morì nel 1783.
Dal matrimonio di Serafino con Teresa Bonomi nacquero molti figli, ovvero: 3 monache, 2 monaci, 1 frate, 3 morti infanti e l'erede, Roberto. Quest'ultimo ebbe dalla prima moglie, Orsola Grioni, il figlio ed erede Serafino. Questi, infine, si sposò con Caterina Palermi ed ebbe da lei 4 figli, di cui solo uno raggiunse l'età adulta: Marco Aniceto.
Marco Aniceto Altemps, nato nel 1822, venne chiamato all'eredità degli Altemps di Roma dal testamento redatto a Livorno il 23 luglio 1836 dal cugino, il duca Giuseppe Maria Altemps. Il cugino, infatti, era privo di eredi e con lui il ramo principale degli Altemps si sarebbe estinto. Per questo, alla sua morte nel 1837, Marco Aniceto divenne il IX duca di Gallese.
Marco Aniceto morì nel 1849, lasciando i suoi beni e i suoi titoli al figlio Giovanni che ad ogni modo morì anch'egli giovanissimo, condannando anche questo ulteriore ramo degli Altemps all'estinzione.
Così, l'eredità e il titolo di "Duca di Gallese" passarono nelle mani della famiglia Hardouin. Infatti, la vedova di Marco Aniceto, la cugina Lucrezia Altemps, si risposò con Giulio Hardouin, I duca di Gallese, che riuscì ad ottenere il titolo di "Duca di Gallese" per sé e i suoi discendenti.
Tuttavia vi era un altro ramo, quello di Napoli, a cui fu riconosciuto il titolo di Duca di Altemps (1897) passato in seguito a un ramo dei Boncompagni Ludovisi quando anche questo ramo si estinse nel XX secolo (nella linea maschile nel 1964). Il titolo di Duca di Altemps è oggi del principe Alessandrojacopo Boncompagni-Ludovisi-Rondinelli-Vitelli-Altemps (nato nel 1972). Si noti che anche questo ramo divenne parente degli Hardouin tramite le nozze di Altea Altemps con Luigi Maria Hardouin duca di Gallese.

## Genealogia
|                                                                                   |                                                                                   |                                                                 |                                                                 |                                                              |                                                                                      |                                                                                     |                                                                                     |                                                                        |                                                                                  |                                                                                  |                                            |                                            |                               |                               |
|                                                                                   |                                                                                   |                                                                 | HOHENEMS Marquardo Adelaide von Boschach                        |                                                              |                                                                                      |                                                                                     |                                                                                     |                                                                        |                                                                                  |                                                                                  |                                            |                                            |                               |                               |
|                                                                                   |                                                                                   |                                                                 |                                                                 |                                                              |                                                                                      |                                                                                     |                                                                                     |                                                                        |                                                                                  |                                                                                  |                                            |                                            |                               |                               |
|                                                                                   |                                                                                   |                                                                 |                                                                 |                                                              |                                                                                      |                                                                                     |                                                                                     |                                                                        |                                                                                  |                                                                                  |                                            |                                            |                               |                               |
|                                                                                   | Ulderico                                                                          | Ulderico                                                        | Virico Margherita von Nemberg                                   | Virico Margherita von Nemberg                                | Arnolfo                                                                              | Arnolfo                                                                             |                                                                                     |                                                                        |                                                                                  |                                                                                  |                                            |                                            |                               |                               |
|                                                                                   |                                                                                   |                                                                 |                                                                 |                                                              |                                                                                      |                                                                                     |                                                                                     |                                                                        |                                                                                  |                                                                                  |                                            |                                            |                               |                               |
|                                                                                   |                                                                                   |                                                                 |                                                                 |                                                              |                                                                                      |                                                                                     |                                                                                     |                                                                        |                                                                                  |                                                                                  |                                            |                                            |                               |                               |
|                                                                                   | · Linea estinta                                                                   | · Linea estinta                                                 | Marco Maddalena ?                                               | Marco Maddalena ?                                            |                                                                                      |                                                                                     |                                                                                     |                                                                        |                                                                                  |                                                                                  |                                            |                                            |                               |                               |
|                                                                                   |                                                                                   |                                                                 |                                                                 |                                                              |                                                                                      |                                                                                     |                                                                                     |                                                                        |                                                                                  |                                                                                  |                                            |                                            |                               |                               |
|                                                                                   |                                                                                   |                                                                 |                                                                 |                                                              |                                                                                      |                                                                                     |                                                                                     |                                                                        |                                                                                  |                                                                                  |                                            |                                            |                               |                               |
|                                                                                   |                                                                                   |                                                                 | Marquardo II Anna von Lendenberg                                |                                                              |                                                                                      |                                                                                     |                                                                                     |                                                                        |                                                                                  |                                                                                  |                                            |                                            |                               |                               |
|                                                                                   |                                                                                   |                                                                 |                                                                 |                                                              |                                                                                      |                                                                                     |                                                                                     |                                                                        |                                                                                  |                                                                                  |                                            |                                            |                               |                               |
|                                                                                   |                                                                                   |                                                                 |                                                                 |                                                              |                                                                                      |                                                                                     |                                                                                     |                                                                        |                                                                                  |                                                                                  |                                            |                                            |                               |                               |
|                                                                                   |                                                                                   |                                                                 | Markus Sitticus Ernesta von Freyberg                            |                                                              |                                                                                      |                                                                                     |                                                                                     |                                                                        |                                                                                  |                                                                                  |                                            |                                            |                               |                               |
|                                                                                   |                                                                                   |                                                                 |                                                                 |                                                              |                                                                                      |                                                                                     |                                                                                     |                                                                        |                                                                                  |                                                                                  |                                            |                                            |                               |                               |
|                                                                                   |                                                                                   |                                                                 |                                                                 |                                                              |                                                                                      |                                                                                     |                                                                                     |                                                                        |                                                                                  |                                                                                  |                                            |                                            |                               |                               |
|                                                                                   |                                                                                   |                                                                 | Wolf Dietrich Chiara Medici di Marignano                        |                                                              |                                                                                      |                                                                                     |                                                                                     |                                                                        |                                                                                  |                                                                                  |                                            |                                            |                               |                               |
|                                                                                   |                                                                                   |                                                                 |                                                                 |                                                              |                                                                                      |                                                                                     |                                                                                     |                                                                        |                                                                                  |                                                                                  |                                            |                                            |                               |                               |
|                                                                                   |                                                                                   |                                                                 |                                                                 |                                                              |                                                                                      |                                                                                     |                                                                                     |                                                                        |                                                                                  |                                                                                  |                                            |                                            |                               |                               |
|                                                                                   | Jacopo Annibale                                                                   | Jacopo Annibale                                                 |                                                                 | ALTEMPS Marcus Sitticus *1533 †1595 cardinale Olivia Giganti | ALTEMPS Marcus Sitticus *1533 †1595 cardinale Olivia Giganti                         | Gabriele                                                                            | Gabriele                                                                            |                                                                        |                                                                                  |                                                                                  |                                            |                                            |                               |                               |
|                                                                                   |                                                                                   |                                                                 |                                                                 |                                                              |                                                                                      |                                                                                     |                                                                                     |                                                                        |                                                                                  |                                                                                  |                                            |                                            |                               |                               |
|                                                                                   |                                                                                   |                                                                 |                                                                 |                                                              |                                                                                      |                                                                                     |                                                                                     |                                                                        |                                                                                  |                                                                                  |                                            |                                            |                               |                               |
|                                                                                   | · Linea dei conti di Hohenems e Vaduz                                             | · Linea dei conti di Hohenems e Vaduz                           | Altea monaca                                                    | Altea monaca                                                 | Roberto, I duca di Gallese *1566 †1586 Cornelia Orsini                               | Roberto, I duca di Gallese *1566 †1586 Cornelia Orsini                              |                                                                                     |                                                                        |                                                                                  |                                                                                  |                                            |                                            |                               |                               |
|                                                                                   |                                                                                   |                                                                 |                                                                 |                                                              |                                                                                      |                                                                                     |                                                                                     |                                                                        |                                                                                  |                                                                                  |                                            |                                            |                               |                               |
|                                                                                   |                                                                                   |                                                                 |                                                                 |                                                              |                                                                                      |                                                                                     |                                                                                     |                                                                        |                                                                                  |                                                                                  |                                            |                                            |                               |                               |
|                                                                                   |                                                                                   |                                                                 |                                                                 |                                                              | Giovanni Angelo, II duca di Gallese *1586 †1620 1. Maria Cesi 2. Margherita Madruzzo |                                                                                     |                                                                                     |                                                                        |                                                                                  |                                                                                  |                                            |                                            |                               |                               |
|                                                                                   |                                                                                   |                                                                 |                                                                 |                                                              |                                                                                      |                                                                                     |                                                                                     |                                                                        |                                                                                  |                                                                                  |                                            |                                            |                               |                               |
|                                                                                   |                                                                                   |                                                                 |                                                                 |                                                              |                                                                                      |                                                                                     |                                                                                     |                                                                        |                                                                                  |                                                                                  |                                            |                                            |                               |                               |
|                                                                                   |                                                                                   |                                                                 |                                                                 | Gaudenzio                                                    | Gaudenzio                                                                            | Giovanni Pietro, III duca di Gallese *1607 †1694 1. Angela Medici 2. Isabella Lante | Giovanni Pietro, III duca di Gallese *1607 †1694 1. Angela Medici 2. Isabella Lante |                                                                        |                                                                                  |                                                                                  |                                            |                                            |                               |                               |
|                                                                                   |                                                                                   |                                                                 |                                                                 |                                                              |                                                                                      |                                                                                     |                                                                                     |                                                                        |                                                                                  |                                                                                  |                                            |                                            |                               |                               |
|                                                                                   |                                                                                   |                                                                 |                                                                 |                                                              |                                                                                      |                                                                                     |                                                                                     |                                                                        |                                                                                  |                                                                                  |                                            |                                            |                               |                               |
|                                                                                   |                                                                                   |                                                                 |                                                                 |                                                              | 2.Giuseppe Maria, IV duca di Gallese *1653 †1713 Ortensia Mazzei Cybo                | 2.Giuseppe Maria, IV duca di Gallese *1653 †1713 Ortensia Mazzei Cybo               | 2.Giovanni Angelo prelato                                                           | 2.Giovanni Angelo prelato                                              |                                                                                  |                                                                                  |                                            |                                            |                               |                               |
|                                                                                   |                                                                                   |                                                                 |                                                                 |                                                              |                                                                                      |                                                                                     |                                                                                     |                                                                        |                                                                                  |                                                                                  |                                            |                                            |                               |                               |
|                                                                                   |                                                                                   |                                                                 |                                                                 |                                                              |                                                                                      |                                                                                     |                                                                                     |                                                                        |                                                                                  |                                                                                  |                                            |                                            |                               |                               |
|                                                                                   |                                                                                   |                                                                 |                                                                 |                                                              | Roberto Aniceto, V duca di Gallese *1687 †1747 Feliciana de Silva                    |                                                                                     |                                                                                     |                                                                        |                                                                                  |                                                                                  |                                            |                                            |                               |                               |
|                                                                                   |                                                                                   |                                                                 |                                                                 |                                                              |                                                                                      |                                                                                     |                                                                                     |                                                                        |                                                                                  |                                                                                  |                                            |                                            |                               |                               |
|                                                                                   |                                                                                   |                                                                 |                                                                 |                                                              |                                                                                      |                                                                                     |                                                                                     |                                                                        |                                                                                  |                                                                                  |                                            |                                            |                               |                               |
| Antonio † 1815                                                                    | Antonio † 1815                                                                    | Giuseppe Maria, VI duca di Gallese *1729 †1790 Lucrezia Corsini | Giuseppe Maria, VI duca di Gallese *1729 †1790 Lucrezia Corsini |                                                              |                                                                                      |                                                                                     |                                                                                     |                                                                        |                                                                                  |                                                                                  | Serafino †1785 Teresa Bonanomi             | Serafino †1785 Teresa Bonanomi             |                               |                               |
|                                                                                   |                                                                                   |                                                                 |                                                                 |                                                              |                                                                                      |                                                                                     |                                                                                     |                                                                        |                                                                                  |                                                                                  |                                            |                                            |                               |                               |
|                                                                                   |                                                                                   |                                                                 |                                                                 |                                                              |                                                                                      |                                                                                     |                                                                                     |                                                                        |                                                                                  |                                                                                  |                                            |                                            |                               |                               |
| Marco Sittico, VII duca di Gallese †1817 1. Costanza Carafa 2. Isabella Falconeri | Marco Sittico, VII duca di Gallese †1817 1. Costanza Carafa 2. Isabella Falconeri |                                                                 |                                                                 | Giovanni Angelo †1834 Margherita Fabbri                      | Giovanni Angelo †1834 Margherita Fabbri                                              |                                                                                     |                                                                                     |                                                                        |                                                                                  |                                                                                  | Roberto 1. Orsola Gironi 2. Giovanna Monti | Roberto 1. Orsola Gironi 2. Giovanna Monti |                               |                               |
|                                                                                   |                                                                                   |                                                                 |                                                                 |                                                              |                                                                                      |                                                                                     |                                                                                     |                                                                        |                                                                                  |                                                                                  |                                            |                                            |                               |                               |
|                                                                                   |                                                                                   |                                                                 |                                                                 |                                                              |                                                                                      |                                                                                     |                                                                                     |                                                                        |                                                                                  |                                                                                  |                                            |                                            |                               |                               |
| Giuseppe, VIII duca di Gallese †1837 Giulia Carradori                             | Giuseppe, VIII duca di Gallese †1837 Giulia Carradori                             | Silvia premorta al padre                                        | Silvia premorta al padre                                        | Alberto Sittico                                              | Alberto Sittico                                                                      | Lucrezia Alessandra premorta al padre                                               | Lucrezia Alessandra premorta al padre                                               |                                                                        | 1.Serafino guardia nobile e ciambellano del Granduca di Toscana Caterina Palermi | 1.Serafino guardia nobile e ciambellano del Granduca di Toscana Caterina Palermi | 2.Matteo Giuditta Trevisani                | 2.Matteo Giuditta Trevisani                | 2.Giuditta Concetto Giustozzi | 2.Giuditta Concetto Giustozzi |
|                                                                                   |                                                                                   |                                                                 |                                                                 |                                                              |                                                                                      |                                                                                     |                                                                                     |                                                                        |                                                                                  |                                                                                  |                                            |                                            |                               |                               |
|                                                                                   |                                                                                   |                                                                 |                                                                 |                                                              |                                                                                      |                                                                                     |                                                                                     |                                                                        |                                                                                  |                                                                                  |                                            |                                            |                               |                               |
|                                                                                   |                                                                                   |                                                                 |                                                                 | DUCHI D'ALTEMPS Eugenio *1857 †1925 Teresa Penna             | DUCHI D'ALTEMPS Eugenio *1857 †1925 Teresa Penna                                     |                                                                                     |                                                                                     |                                                                        | Marco Aniceto IX duca di Gallese *1822 †1849 Lucrezia Alessandra Altemps         | Marco Aniceto IX duca di Gallese *1822 †1849 Lucrezia Alessandra Altemps         |                                            |                                            |                               |                               |
|                                                                                   |                                                                                   |                                                                 |                                                                 |                                                              |                                                                                      |                                                                                     |                                                                                     |                                                                        |                                                                                  |                                                                                  |                                            |                                            |                               |                               |
|                                                                                   |                                                                                   |                                                                 |                                                                 |                                                              |                                                                                      |                                                                                     |                                                                                     |                                                                        |                                                                                  |                                                                                  |                                            |                                            |                               |                               |
|                                                                                   |                                                                                   | Amalia *1902 †1950                                              | Amalia *1902 †1950                                              | Alberto *1903 †1956 senza eredi                              | Alberto *1903 †1956 senza eredi                                                      | Alessandro *1906 †1964 Adele Belloni                                                | Alessandro *1906 †1964 Adele Belloni                                                |                                                                        | Giovanni X duca di Gallese *? †1861                                              | Giovanni X duca di Gallese *? †1861                                              |                                            |                                            |                               |                               |
|                                                                                   |                                                                                   |                                                                 |                                                                 |                                                              |                                                                                      |                                                                                     |                                                                                     |                                                                        |                                                                                  |                                                                                  |                                            |                                            |                               |                               |
|                                                                                   |                                                                                   |                                                                 |                                                                 |                                                              |                                                                                      |                                                                                     |                                                                                     |                                                                        |                                                                                  |                                                                                  |                                            |                                            |                               |                               |
|                                                                                   |                                                                                   |                                                                 |                                                                 |                                                              | Altea *1940 Luigi Maria Hardouin, IV duca di Gallese                                 | Altea *1940 Luigi Maria Hardouin, IV duca di Gallese                                | Angela Maria *1942 †1993 Paolo Boncompagni Ludovisi Rondinelli Vitelli              | Angela Maria *1942 †1993 Paolo Boncompagni Ludovisi Rondinelli Vitelli | · Linea estinta in successione maschile. Passaggio agli Hardouin                 | · Linea estinta in successione maschile. Passaggio agli Hardouin                 |                                            |                                            |                               |                               |

## Duchi di Gallese
| N° | Detentore (nascita–morte)           | Stemma           | In carica (dal–al) | Matrimonio & Discendenza | Diritto di successione                                                          | N.              |                 |
| Altemps di Roma | Altemps di Roma                     | Altemps di Roma  | Altemps di Roma    | Altemps di Roma | Altemps di Roma                                                                 | Altemps di Roma | Altemps di Roma |
| --- | ----------------------------------- | ---------------- | ------------------ | --- | ------------------------------------------------------------------------------- | --------------- | --------------- |
| I | Roberto Altemps (1566–1586)         |                  | 1585               | Cornelia Orsini di San Gemini 1 figlio                                                                                                   | Marchese di Gallese, di Soriano e delle Rocchette, creato primo Duca di Gallese |                 |                 |
| I | Roberto Altemps (1566–1586)         | 3 novembre 1586  |                    | Cornelia Orsini di San Gemini 1 figlio                                                                                                   | Marchese di Gallese, di Soriano e delle Rocchette, creato primo Duca di Gallese |                 |                 |
| II | Giovanni Angelo Altemps (1586–1620) |                  | 1586               | (1) Maria Cesi d'Acquasparta 1 figlio (2) Margherita Madruzzo 4 figli e 4 figlie+ altre 2 figlie e 1 figlio avuti da una delle due mogli | Figlio del precedente, Roberto                                                  |                 |                 |
| II | Giovanni Angelo Altemps (1586–1620) | 5 ottobre 1620   |                    | (1) Maria Cesi d'Acquasparta 1 figlio (2) Margherita Madruzzo 4 figli e 4 figlie+ altre 2 figlie e 1 figlio avuti da una delle due mogli | Figlio del precedente, Roberto                                                  |                 |                 |
| III | Giovanni Pietro Altemps (1607–1691) |                  | 5 ottobre 1620     | (1) Angelica de' Medici 4 figlie (2) Isabella Lante 3 figli e 6 figlie+ altre 3 figlie avute da una delle due mogli                      | Figlio del precedente, Giovanni Angelo                                          |                 |                 |
| III | Giovanni Pietro Altemps (1607–1691) | 15 marzo 1691    |                    | (1) Angelica de' Medici 4 figlie (2) Isabella Lante 3 figli e 6 figlie+ altre 3 figlie avute da una delle due mogli                      | Figlio del precedente, Giovanni Angelo                                          |                 |                 |
| IV | Giuseppe Maria Altemps (1653–1713)  |                  | 15 marzo 1691      | Ortensia Mazzei 4 figli e 2 figlie | Figlio del precedente, Giovanni Pietro                                          |                 |                 |
| IV | Giuseppe Maria Altemps (1653–1713)  | 19 febbraio 1713 |                    | Ortensia Mazzei 4 figli e 2 figlie | Figlio del precedente, Giovanni Pietro                                          |                 |                 |
| V | Roberto Aniceto Altemps (1687–1742) |                  | 19 febbraio 1713   | Feliciana Sylva 4 figli e 5 figlie | Figlio del precedente, Giuseppe Maria                                           |                 |                 |
| V | Roberto Aniceto Altemps (1687–1742) | agosto 1742      |                    | Feliciana Sylva 4 figli e 5 figlie | Figlio del precedente, Giuseppe Maria                                           |                 |                 |
| VI | Giuseppe Maria Altemps (1729–1790)  |                  | agosto 1742        | Lucrezia Corsini 5 figli e 3 figlie | Figlio del precedente, Roberto Aniceto                                          |                 |                 |
| VI | Giuseppe Maria Altemps (1729–1790)  | 28 luglio 1790   |                    | Lucrezia Corsini 5 figli e 3 figlie | Figlio del precedente, Roberto Aniceto                                          |                 |                 |
| VII | Marco Sittico Altemps (...–1817)    |                  | 28 luglio 1790     | (1) Costanza Carafa 1 figlio (2) Isabella Falconieri nessun figlio                                                                       | Figlio del precedente, Giuseppe Maria                                           |                 |                 |
| VII | Marco Sittico Altemps (...–1817)    | 5 aprile 1817    |                    | (1) Costanza Carafa 1 figlio (2) Isabella Falconieri nessun figlio                                                                       | Figlio del precedente, Giuseppe Maria                                           |                 |                 |
| VIII | Giuseppe Maria Altemps (...–1837)   |                  | 5 aprile 1817      | Giulia Corradori nessun figlio | Figlio del precedente, Marco Sittico                                            |                 |                 |
| VIII | Giuseppe Maria Altemps (...–1837)   | 8 agosto 1837    |                    | Giulia Corradori nessun figlio | Figlio del precedente, Marco Sittico                                            |                 |                 |
| Con la morte senza prole nel 1837 di Giuseppe Maria, il ceppo principale della famiglia Altemps si estinse in linea maschile. La successione, per testamento, passò a Marco Aniceto Altemps, cugino di Giuseppe Maria e membro del ramo cadetto degli Altemps di Fermo .                                    |                                     |                  |                    | |                                                                                 |                 |                 |
| Altemps di Fermo |                                     |                  |                    | |                                                                                 |                 |                 |
| IX | Marco Aniceto Altemps (1822–1849)   |                  | 8 agosto 1837      | Lucrezia Altemps 1 figlio | Cugino del precedente, Giuseppe Maria                                           |                 |                 |
| IX | Marco Aniceto Altemps (1822–1849)   | 1849             |                    | Lucrezia Altemps 1 figlio | Cugino del precedente, Giuseppe Maria                                           |                 |                 |
| X | Giovanni Altemps (?–1861)           |                  | ?                  | | Figlio del precedente, Marco Aniceto                                            |                 |                 |
| X | Giovanni Altemps (?–1861)           | 1861             |                    | | Figlio del precedente, Marco Aniceto                                            |                 |                 |
| Con la morte senza prole nel 1849 di Marco Aniceto, anche quest'ulteriore ramo degli Altemps si estinse in linea maschile. La vedova Lucrezia Altemps Lezzani si risposò con l'ufficiale francese Giulio Hardouin , che riuscì ad ottenere così il titolo di "Duca di Gallese" per sé e i suoi discendenti. |                                     |                  |                    | |                                                                                 |                 |                 |